# Conrad Seidl
Conrad Seidl (ur. 11 sierpnia 1958 w Wiedniu) - dziennikarz, autor książek, krytyk piwny posługujący się pseudonimem Bierpapst - papież piwny.

## Działalność dziennikarska
Po maturze i odbyciu służby wojskowej Seidl pracował w latach 1979-83 jako programista w firmie IBM oraz w Międzynarodowej Agencji Energii Atomowej w Wiedniu. Równocześnie jako niezależny dziennikarz publikował felietony do różnych gazet i czasopism austriackich. W 1983 r. trafił do działu polityki wewnętrznej austriackiej gazety codziennej Kurier. Sześć lat później, kiedy na rynku pojawiła się nowa gazeta Der Standard Seidl zasilił szeregi jej redakcji, gdzie zajmował się tematyką ogólnospołeczną i obronności kraju. W związku ze swoją działalnością dziennikarską Seidl opublikował kilkanaście książek dotyczących tematów społecznych m.in. „Der Homo Austriacus in einer veränderten Welt“ (Homo Austriacus w nowym świecie), obronności kraju m.in. „Wehrhaftes Österreich“ (Zbrojna Austria), marketingu m.in. „Die Marke ICH“ (Marka JA).

## Seidl jako Bierpapst
Oprócz tematyki społeczno-politycznej Seidl zaangażował się mocno w propagowanie kultury spożycia piwa. Za namową swojego wydawcy Germanosa Athanasiadisa Seidl przyjął pseudonim Bierpapst - papież piwny, oraz swój obecny styl wyglądu, którego cechami charakterystycznymi jest tradycyjny, ludowy strój składający się z krótkich, skórzanych spodni na szelkach, wysokich getrów oraz butów górskich i okrągłego, szerokiego kapelusza. Jako Bierpapst Seidl uznawany jest zarówno za znawcę i propagatora dobrego, regionalnego i tradycyjnego piwa jak i za niezwykle barwną postać chętnie zapraszaną na wszelkiego rodzaju imprezy i festyny piwne na całym świecie, ale również na seminaria i wykłady. W tematyce dotyczącej piwa i piwowarstwa Seidl opublikował książki: „Hopfen & Malz“ (1995, Chmiel i słód), "Unser Bier" (1996, Nasze piwo), "Bier" (1997, Piwo), „Ins Wirtshaus!“ (1997, Do gospody!), „Conrad Seidls Bier-Katechismus“ (1999, Katechizm piwny Conrada Seidla), „Aus Bier-Küche und Bier-Keller“ (2001, Z kuchni i piwnicy piwnej). Jego książka Bierkatechismus opublikowana została w jęz. niemieckim, portugalskim i włoskim. Seidl regularnie pisuje na tematy piwne w niemiecko- i angielskojęzycznych czasopismach branżowych i popularnych. Od 2000 r. Seidl wydaje co roku swój Bier Guide - przewodnik po najlepszych austriackich lokalach piwnych, restauracjach, pubach i browarach.
W 2011 Seidl był gościem Festiwalu Birofilia w Żywcu i jurorem w IX Konkursie Piw Domowych.

## Wyróżnienia i nagrody
Za swoją działalność na polu dziennikarstwa społeczno-politycznego oraz krzewienia kultury piwnej Seidl otrzymał wiele nagród i odznaczeń m.in.: Nagrodę im. Hansa-Kudlicha (1986), Nagrodę im. Barthold Stürgkh (1987), Nagrodę im. Leopolda-Kunschaka (1988), Nagrodę państwową za zasługi na rzecz intelektualnej obrony kraju (1993, Staatspreis f. Verdienste um die geistige Landesverteidigung). Browar Maisel przyznał mu tytuł Najlepszego niemieckojęzycznego dziennikarza piwnego (1993), a w 1998 otrzymał nagrodę North American Guild of Beer Writers za jego fachowe artykuły w czasopiśmie American Brewer. Seidl jest członkiem British Guild of Beer Writers.